# Olympische Jugend-Sommerspiele 2018/Teilnehmer (Honduras)
| Gelbes Symbol für Goldmedaillen mit stilisierten Olympischen Ringen | Graues Symbol für Silbermedaillen mit stilisierten Olympischen Ringen | Braundes Symbol für Bronzemedaillen mit stilisierten Olympischen Ringen |
| ------------------------------------------------------------------- | --------------------------------------------------------------------- | ----------------------------------------------------------------------- |
| —                                                                   | —                                                                     | 1                                                                       |

Die Jugend-Olympiamannschaft aus Honduras für die III. Olympischen Jugend-Sommerspiele vom 6. bis 18. Oktober 2018 in Buenos Aires (Argentinien) bestand aus vier Athleten.

## Athleten nach Sportarten

### Leichtathletik
Jungen
- Josué Canales
800 m: 15. Platz

### Reiten
- Pedro Espinosa
Springen Einzel: Bronze 
Springen Mannschaft: Gold  (im Team Nordamerika)

### Ringen
Jungen
- Densel Jaffet de Jesús
Griechisch-römisch bis 45 kg: 6. Platz

### Schwimmen
Mädchen
- Jennifer Ramírez
800 m Freistil: 21. Platz
200 m Schmetterling: 14. Platz